# Latenter Trauminhalt
Der latente Trauminhalt stellt nach Sigmund Freud den für den Träumer meist „verborgenen“ Sinn des Traumes dar, der jedoch durch Traumdeutung entschlüsselt werden kann. Freud geht nach der Methode der objektalen Deutung davon aus, dass jeder Traum auf konkrete Traumgedanken zurückgeführt werden kann. Diese Traumgedanken stellen eine Beziehung zu objektiven Gegebenheiten dar, wie z. B. Erinnerungsreste des vergangenen Tages (Tagesreste), Kindheitserinnerungen, Anklänge an Leibreize oder aber unbewusste Wünsche des Träumers. Der Begriff der Traumgedanken wird daher von Freud als synonym für den latenten Trauminhalt gebraucht.(a)

## Begriffsverwendung
Die latenten Trauminhalte sind nach Freud das logische Gegenstück der manifesten Trauminhalte. Die manifesten Trauminhalte stellen den Ausgangspunkt der Traumdeutung dar. Sie liefern das Traummaterial, das in der Deutung zu entschlüsseln ist. Dieses Material ist von aktuellen Wunschvorstellungen beeinflusst. Der konkrete Traum stellt nach Freud eine Wunscherfüllung dar. Es wird daher auch von unbewussten Traummotiven gesprochen, die nicht immer denen der bewussten Einstellung des Träumers entsprechen müssen. Die Bezeichnung „latenter Trauminhalt“ wird von Christoph Türcke als vorsichtigere Benennung für die immer vielseitig interpretierbaren Träume angesehen. Er betrachtet die freudsche Bezeichnung „Traumgedanken“ als eher gewagt.(a) Man kann nämlich die Frage stellen, ob die bewusste gedankliche Deutung eines gegebenen bildhaften Traumelements die ursprünglichen, dem Traum zugrundeliegenden Gegebenheiten wiederherstellt – z. B. eine möglicherweise verdrängte bereits zuvor bestehende traumatische Situation – oder ob solche bildhaften Elemente nicht als Vorstufe völlig neuer Bewusstseinsinhalte gelten können und auch – zumindest teilweise – als solche interpretiert werden müssen. Diesen letzten Weg einer eher finalen Traumdeutung hat C. G. Jung mit seiner Deutung auf der Subjektstufe als neue Möglichkeit eingeschlagen. Freuds Auffassung ist demgegenüber als eher reduktiv anzusehen. Die Bilderschrift des Traumes wäre dann eher als die Entstellung der Traumgedanken aufzufassen, mit dem Ziel, die Traumzensur zu umgehen. Allerdings mag Freud die Bilderschrift des Traums als charakteristisch für die „primitive Denktätigkeit“ des Unbewussten angesehen haben im Gegensatz zur begrifflichen Logik des Bewusstseins. Traumdeutung wäre nach ihm als Umkehrung der Traumarbeit zu verstehen. Christoph Türcke sieht die überwiegend bildhaften Traumelemente und die sich hierauf beziehende Traumlogik möglicherweise sogar als entwicklungsgeschichtliche Vorstufe einer sich evolutiv erst später ausprägenden gedanklichen Logik an. Bilder stellen die konkretistischen ersten menschlichen Ausdrucksmittel dar (Höhlenmalerei, Bilderschrift). Der Traum wäre so gesehen eine vorübergehende Regression auf eine frühere phylogenetische Entwicklungsstufe.(b)

## Bildhaftes Traummaterial
In engerem Sinn stellt der latente Trauminhalt den hauptsächlich durch die Analyse und Interpretation aufgedeckten psychodynamisch verständlichen Ursprung manifester Trauminhalte dar. Freud unterschied diese beiden Trauminhalte, weil er im „Bilderwert“ der jeweils manifest erinnerten Träume nach Art eines Traumlexikons keine hinreichende Deutungsmöglichkeit sah.(b) Auch Jung vertrat die Auffassung, dass sich eine Traumdeutung nicht auf Standardsymbole beziehen könne. Allerdings unterschied er sich auch von der Deutungsmethode Freuds. Eine sinnvolle Deutung ergab sich für ihn vielmehr aus der „verborgenen“ Beziehung zwischen verschiedenen meist bildhaften Traumelementen, die den größten Anteil des Traummaterials darstellen. Die Traumgedanken sind also das Ergebnis der Deutung und stellen somit eine Rekonstruktion des Deuters dar. Die Rekonstruktion kehrt die Ergebnisse der Traumarbeit um. Die Traumarbeit der Verdichtung, Verschiebung und Umsetzung in Visuelles und Symbolisches ermöglicht die Umgehung bzw. Abschwächung der Zensur. Freud nimmt damit die symbolische Deutungsmethode auf, wie sie bereits vor ihm u. a. von Karl Albert Scherner vorgeschlagen wurde. Die latenten Trauminhalte stellen so das „fehlende Bruchstück“ dar, was aufgrund fehlender Begriffssprache des Traumes nicht positiv im Traum enthalten ist. Es erschließt sich durch die psychoanalytische Technik, insbesondere durch die Berücksichtigung von Person und Lebensumständen des Träumers. Die Berücksichtigung dieser Umstände hat bereits Artemidor von Daldis gefordert.(c)